# تندیس‌گرایی
دوره معماری مدرن متاخر را می‌توان از بعد از جنگ جهانی دوم تا اوایل دههٔ هفتاد محسوب کرد. در این زمان بسیاری از معماران بزرگ دوران معماریه اولیه و متعالی همچون رایت، کوربوزیه، گروپیوس بودند. رایت تنها معماری است که در هر سه دوره معماری مدرن ساختمان‌هایی با شهرت جهانی ساخته است. وی آخرین شاهکار خود یعنی موزه گوگنهایم را در نیویورک در آخرین سال‌های عمر خود به صورت تندیسی دوار طراحی نمود.
کوربوزیه نظریه‌پرداز معماری مدرن، در این دوره از عقاید دههٔ ۲۰ و ۳۰ خود در معماری فاصله گرفت، به سمت تندیس‌های احساس گرایانه گرایش پیدا کرد این موضوع را می‌توان در کلیسای رونشان مشاهده کرد.

## ویژگی تندیس گرایی
نکته حائز اهمیت در مورد این ساختمان‌های تندیس گونه این است که همه آن‌ها بلااستثنا با بتن احداث شده‌اند. در این بناها بتن همچون خمیر مجسمه‌سازی، ماده‌ای بسیار مناسب برای پدیدآوردن اجسام بدیع و نوظهور بود.

## ساختمان‌های تندیس گرا
ساختمان اپرای سیدنی، به صدف‌های دریایی و بادبان‌های کشتی تشبیه شده است. این تندیس نماد شهر سیدنی و کشور استرالیا تلقی می‌شود، در سال ۱۹۵۷ توسط یورن اوتزان معمار دانمارکی طراحی شده است
فرودگاه بین‌المللی دالاسدر حومه شهر واشینگتن توسط اروسرینن معمار فنلاندی طراحی شده است. منبع الهام در این طرح، حرکت، سرعت و پرواز بوده که به صورت استادانه‌ای در این تندیس به نمایش گذارده است.